# ياسمينة زيتون
ياسمينة إسماعيل زيتون (مواليد 26 أكتوبر 2002) هي ملكة جمال لبنان للعام 2022، وإعلامية.

## حياتها
ولدت زيتون في أكتوبر 2002، والدتها أسمهان الهلالي، وهي من بلدة كفر شوبا اللبنانية (قضاء حاصبيا)، وهي مسلمة سنيّة.
تدرس زيتون في جامعة سيدة اللويزة منذ العام 2020، للحصول على درجة البكالوريوس في الصحافة. في يناير 2021، حازت شهادتها كمقدمة تلفزيونية من معهد الجزيرة للإعلام، ومقره الدوحة في قطر، وفي أبريل 2021 بدأت في استضافة عرض تعليمي بعنوان مع ياسمينة شو. ، وسبحانك ياربي إذا كان هذا جمال ياسمينا زيتون بالدنيا كيف يكون جمال الحور العين بالجنة 

## ملكة جمال لبنان
فازت زيتون بلقب ملكة جمال لبنان للعام 2022 في 24 تموز (يوليو)، وذلك في حفل أقيم برعاية وزارة السياحة اللبنانية في بيروت ونظمته الـ المؤسسة اللبنانية للإرسال تحت شعار "We miss Lebanon"، وذلك بعد انقطاع عن إقامة الحفل لثلاث سنوات بسبب ثورة 17 تشرين وجائحة كورونا.
بعد فوزها باللقب الذي نافست فيه 17 مرشحة، مثلت زيتون بلدها لبنان في ملكة جمال الكون 2022، لكن الحظ لم يحالفها.
وفي مارس 2024 حصلت على مركز الوصيفة الأولى في ختام النسخة 71 من حفل انتخاب ملكة جمال العالم التي أقيمت في مدينة مومباي الهنديّة.